# Dereneu, Călărași
Dereneu este satul de reședință al comunei cu același nume  din raionul Călărași, Republica Moldova.
Este situat la o distanță de 28 km de orașul Călărași și la 90 km de Chișinău.

## Istorie
Prima menționare documentară  unui toponim denumit Dereneu este într-un uric al Domnului Țării Moldovei Iliaș (în co-domnie cu fratele său Ștefan al II-lea), din 20 iulie 1440 sau 1441. Mai exact e un uric de danie către un oarecare Nicoară de la „Tuzara, pe pârâul Bâc, care e mai jos de un stejar, și o prisacă în același hotare, și alt loc, unde este Dealului Dereneului, la fântână, și iazuri și mori pe Bâc”.
Satul Dereneu a fost ulterior menționat și în anul 1495, pe timpul domniei lui Ștefan cel Mare (unii considerând drept prima atestare documentară a localității):
„Din mila lui Dumnezeu, noi, Ștefan voievod, domn al Țării Moldovei. Facem cunoscut, cu această carte a noastră, tuturor celor care o vor vedea sau o vor auzi citindu-se, a a venit, înaintea noastră și înaintea boierilor noștri moldoveni, mari și mici, Nastea, fiica lui Rosomac, de bunăvoia ei, nesilită de nimeni, nici asuprită, și a vândut ocina ei dreaptă, din uricul ei drept, un sat pe Măiatini, anume Hirova, între Dereneu și între Grișani, unde a fost casa tatălui ei, Rosomac, și a vândut-o slugilor noastre, Toader, fiul lui Miclea Bălcescul, și Dragotă Vulpescul, pentru 55 de zloți tătărești.

...

Iar pentru mai mare putere și întărire a tuturor celor mai sus scrise, am poruncit credinciosului nostru pan, Tăutul logofăt, să scrie și să atârne pecetea noastră la această carte a noastră.

A scris Sandru Cârje, la Suceava, în anul 7003 <1495>, luna martie 17.”
Recensământul populației din 1774 consemna în Dereneu 36 de familii. Satul avea 2 preoți. Biserica din piatră cu hramul „Adormirea Maicii Domnului” a fost construită în 1800 și a fost înzestrată cu 12 icoane și cărți vechi.
În 1884 satul Dereneu avea 1.585 de locuitori. Țăranii stăpâneau 20 de mori: 2 de apă, 12 de vânt și 6 cu tracțiune de cai; vii și grădini cu pomi.

## Demografie
La recensământul din anul 2004, populația satului constituia 1.199 de oameni, dintre care 48,17% - bărbați și 51,83% - femei. Structura etnică a populației în cadrul satului era următoarea: 99,20% - moldoveni, 0,36 % - ucraineni, 0,36% - ruși, 0,09% - bulgari.

## Obiective turistice
Biserica Adormirea Maicii Domnului din Dereneu este construită pe o mică colină cu vedere asupra întregului sat. Drumul către parohie este singurul pavat din sat după 2018.

## Personalități
- Iurie Colesnic (n. 1955), istoric literar, scriitor și politician